# Врублевский, Чеслав Иосифович
Че́слав Ио́сифович Врубле́вский (24 сентября [7 октября] 1900, Рига, Российская империя — май 1986, Харьков, СССР) — деятель ВКП(б), 1-й секретарь обкома Марийской АССР. Входил в состав особой тройки НКВД СССР.

## Биография
Чеслав Иосифович Врублевский родился 7 октября 1900 года в Риге, по национальности поляк. Участник Гражданской войны. С 1918 года служит в РККА, где в 1920 году вступил в РКП(б). Далее работал секретарём и заведующим политическим отделом железной дороги, а затем вновь, до 1922 года, служба в Армии. Последующая жизнь была связана с работой в партийных, советских и хозяйственных структурах.
- 1922—1929 годы — секретарь ячейки РКП(б) завода «Каучук» (Москва), секретарь ячейки РКП(б) Песковского завода, заведующий агитационно-пропагандистским отделом, ответственный секретарь Омутнинского укома ВКП(б) (Вятская губерния).
- 1929—1930 годы — заведующий сельскохозяйственным отделом, ответственный секретарь Котельничского окружкома ВКП(б).
- 1930—1934 годы — ответственный секретарь Котельнического райкома ВКП(б) (Нижегородский край), начальник Нижегородского краевого управления сельского хозяйства, председатель Горьковского краевого Союза потребительских обществ.
- В 1935—1937 годы — 1-й секретарь Обкома ВКП(б) Марийской автономной области, 1-й секретарь Марийского обкома ВКП(б). Этот период отмечен вхождением в состав особой тройки, созданной по приказу НКВД СССР от 30.07.1937 № 00447[1] и активным участием в сталинских репрессиях[2].
- 1937—1938 годы — директор гвоздильно-проволочного жестяно-посудного завода «Красная застава» (Сталинград).

## Аресты и поздние годы
Арестован 24 июня 1938 года. Приговорён Особым совещанием 1 сентября 1939 года к 8 годам ИТЛ. Обвинялся по статьям 58-7, 58-8, 58-11 УК РСФСР. Отбыв полный срок, освобождён 31 июля 1946 года.
В 1946—1948 годах зоотехник Долгопольского участка Александровского районного сельскохозяйственного отдела (Владимирская область).
11 декабря 1948 года вторично арестован. 16 февраля 1949 года приговорён Особым совещанием к ссылке в Красноярский край. Реабилитирован в июне 1955 года. Скончался в Харькове в мае 1986 года.